# Grevillea thelemanniana
Grevillea thelemanniana är en tvåhjärtbladig växtart. Grevillea thelemanniana ingår i släktet Grevillea och familjen Proteaceae.

## Underarter
Arten delas in i följande underarter:
- G. t. delta
- G. t. fililoba
- G. t. hirtella
- G. t. obtusifolia
- G. t. pinaster
- G. t. thelemanniana